# Тван
Тван (нем. Twann) — бывшая коммуна в Швейцарии, в кантоне Берн.
До 2009 года входила в состав округа Нидау. С 1 января 2010 года объединена с коммуной Тюшерц-Альферме в новую коммуну Тван-Тюшерц в составе округа Биль/Бьен. Население составляет 849 человек (на 31 декабря 2006 года). Официальный код — 0753.